# David Reale
David Reale (ur. 19 grudnia 1984 w Caledonie) – kanadyjski aktor filmowy, telewizyjny, głosowy i teatralny. Odtwórca roli Benjamina w serialu W garniturach (2011–2019).
Urodził się i dorastał w Caledonie w Ontario, gdzie ukończył szkołę katolicką Robert F. Hall Catholic Secondary School. Występował z trupą Ontario Shakespeare znaną jako Classical Theatre Project.

## Filmografia

### Filmy
- 2002: Wyznania Tru jako chłopiec ze szkoły
- 2004: Wredne dziewczyny jako Glen Coco
- 2009: Chloe jako student
- 2017: Gra o wszystko jako pokerzysta w Los Angeles
- 2021: V/H/S/94 jako Tim

### Seriale
- 2002–2006: Dziwne przypadki w Blake Holsey High jako młody Victor Pearson
- 2005: Queer as Folk jako kanciarz
- 2011–2019: W garniturach jako Benjamin
- 2017: Designated Survivor jako Scotty Svenson
- 2019: Detektyw Murdoch jako pan Clements
- 2019–: Boys jako Evan Lambert
- 2021: Amerykańscy bogowie jako dr Fapp
- 2022: In the Dark jako Patrick

### Dubbing
- Beyblade jako Kai Hiwatari (wersja angielska)